# Спанг Ольсен, Лассе
Лассе Спанг Ольсен — датский кинорежиссёр, сценарист, актёр и каскадёр.
После получения образования кинооператора основал первую в Дании школу кинокаскадёров.
К наиболее известным фильмам режиссёра относятся «В Китае едят собак» и «Дави на газ!»